# Halowe Mistrzostwa Świata w Lekkoatletyce 1989 – bieg na 60 m przez płotki kobiet

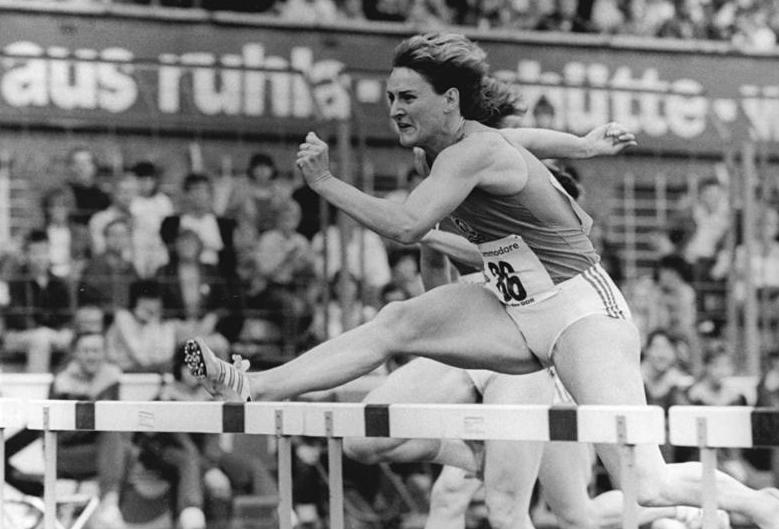
Cornelia Oschkenat

Bieg na 60 metrów przez płotki kobiet – jedna z konkurencji biegowych rozgrywanych podczas halowych mistrzostw świata w  hali Sport Csárnok w Budapeszcie. Eliminacje i bieg finałowy zostały rozegrane 5 marca 1989. Zwyciężyła reprezentantka Związku Radzieckiego Jelizawieta Czernyszowa, która w finale wyrównała rekord mistrzostw z czasem 7,82 s. Tytułu zdobytego  dwa lata wcześniej w Indianapolis nie obroniła Cornelia Oschkenat z NRD, która tym razem wywalczyła brązowy medal.

## Rezultaty

### Eliminacje
Rozegrano 2 biegi eliminacyjne, do których przystąpiło 12 biegaczek. Awans do finału wywalczyły zawodniczki, które zajęły dwa pierwsze miejsca w swoim biegu eliminacyjnym (Q) oraz dwie zawodniczki z najlepszymi czasami wśród przegranych (q).
Opracowano na podstawie materiału źródłowego.

#### Bieg 1
| Miejsce | Zawodniczka         | Czas | Uwagi |
| ------- | ------------------- | ---- | ----- |
| 1       | Ludmiła Narożylenko | 7,87 | Q     |
| 2       | Marjan Olyslager    | 7,89 | Q,    |
| 3       | Mihaela Pogăcean    | 7,97 | q     |
| 4       | Candy Young         | 8,10 | [ 1 ] |
| 5       | Sylvia Dethier      | 8,29 |       |
| –       | Gabi Lippe          | DNF  |       |

#### Bieg 2
| Miejsce | Zawodniczka             | Czas | Uwagi |
| ------- | ----------------------- | ---- | ----- |
| 1       | Cornelia Oschkenat      | 7,89 | Q     |
| 2       | Kim McKenzie            | 7,92 | Q,    |
| 3       | Jelizawieta Czernyszowa | 8,04 | q     |
| 4       | Aliuska López           | 8,08 | [ 1 ] |
| 5       | Monique Éwanjé-Épée     | 8,08 |       |
| 6       | Diana Yankey            | 8,61 | [ 1 ] |

### Finał
Opracowano na podstawie materiału źródłowego.
| Miejsce | Zawodniczka             | Czas | Uwagi |
| ------- | ----------------------- | ---- | ----- |
| 1       | Jelizawieta Czernyszowa | 7,82 | =     |
| 2       | Ludmiła Narożylenko     | 7,83 |       |
| 3       | Cornelia Oschkenat      | 7,86 |       |
| 4       | Kim McKenzie            | 7,92 | =     |
| 5       | Mihaela Pogăcean        | 7,95 |       |
| 6       | Marjan Olyslager        | 7,95 |       |